# مارينادور
مارينادور هي شركة عمرانية عقارية إسبانية تتواجد في كل من المغرب ومصر وإسبانيا وبلغاريا وبنما والبرازيل.

## وصلات خارجية
- [الموقع الرسمي على الويب :http://www.marinador.com/home]